# انگلوگولد اشانتی
انگلوگولد اشانتی (به انگلیسی: AngloGold Ashanti) شرکت چندملیتی استخراج معادن مستقر در شهر ژوهانسبورگ، آفریقای جنوبی است، که در سال ۲۰۰۴ از ادغام شرکت انگلوگولد (متعلق به شرکت انگلو امریکن) و اشانتی گولدفید کورپوریشن راه‌اندازی شد و هم‌اکنون به‌عنوان هشتمین تولیدکننده طلای جهان شناخته می‌شود.
شرکت انگلوگولد اشانتی هم‌اکنون مالک ۲۱ معدن در ۴ قاره می‌باشد و سالیانه معادل ۴٫۹ میلیون اونس طلا استخراج می‌کند، که در حدود ۷ درصد از تولید طلای جهان را به خود اختصاص می‌دهد.
بخشی از سهام شرکت انگلوگولد اشانتی در بازارهای بورس نیویورک، بورس لندن، بورس ژوهانسبورگ، بورس غنا، بورس اوراق بهادار استرالیا و بورس یورونکست معامله می‌شود.